# NGC 7049
NGC 7049 est une vaste galaxie lenticulaire située dans la constellation de l'Indien. Sa vitesse par rapport au fond diffus cosmologique est de 2 104 ± 14 km/s, ce qui correspond à une distance de Hubble de 31,0 ± 2,2 Mpc (∼101 millions d'al). NGC 7049 a été découverte par l'astronome écossais James Dunlop en 1826.
À ce jour, neuf mesures non basées sur le décalage vers le rouge (redshift) donnent une distance de 30,367 ± 20,201 Mpc (∼99 millions d'al), ce qui est à l'intérieur des valeurs de la distance de Hubble.

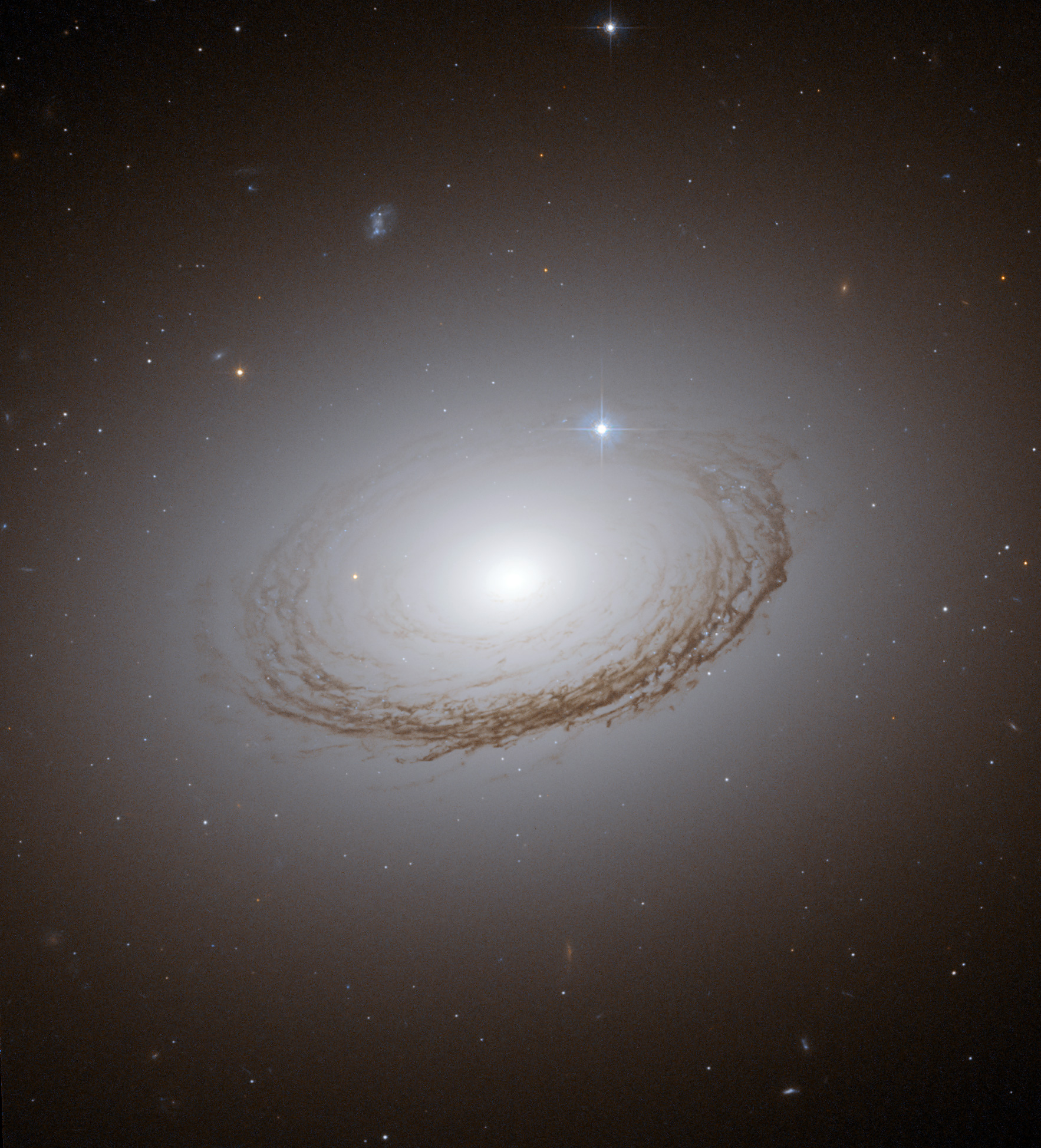
NGC 7049 par le télescope spatial Hubble.

## Un disque entourant le noyau
Grâce aux observations du télescope spatial Hubble, on a détecté autour du noyau de NGC 7049 un disque de poussière où il y a peut-être formation d'étoiles. La taille de son demi-grand axe est estimée à environ 400 pc (∼1 300 al).

## Trou noir supermassif
NGC 7049 abrite en son centre un trou noir supermassif d'une masse estimée à (3,2 ± 0,8) × 108M☉.

## Groupe de NGC 7049
Selon A. M. Garcia NGC 7049 est la prinicpale galaxie d'un groupe qui porte son nom. Le groupe de NGC 7049 renferme au moins six membres. Les cinq autres galaxies sont NGC 7041, ESO 235-85, ESO 236-6, ESO 287-9 et ESO 287-13.